# Copa de la Guayana Francesa
La Copa de Guyana es el torneo de copa de fútbol a nivel de clubes más importante de la Guayana Francesa, el cual se juega 1 vez al año.
Fue creada en el año 1959 y se juega bajo un sistema de eliminación directa.

## Lista de Campeones
| 1959/60 | AJ Saint-Georges       |                               |                    |             |             |             |             |             |             |             |             |             |             |
| 1960-64 | Desconocido            | Desconocido                   | Desconocido        | Desconocido |             |             |             |             |             |             |             |             |             |
| 1964/65 | AJ Saint-Georges       | 3-2                           | ASL Sport Guyanais |             |             |             |             |             |             |             |             |             |             |
| 1965/66 | AJ Saint-Georges       |                               |                    |             |             |             |             |             |             |             |             |             |             |
| 1966-68 | Desconocido            | Desconocido                   | Desconocido        | Desconocido | Desconocido |             |             |             |             |             |             |             |             |
| 1968/69 | AJ Saint-Georges       |                               |                    |             |             |             |             |             |             |             |             |             |             |
| 1969/70 | Desconocido            | Desconocido                   | Desconocido        | Desconocido | Desconocido | Desconocido |             |             |             |             |             |             |             |
| 1970/71 | AJ Saint-Georges       |                               |                    |             |             |             |             |             |             |             |             |             |             |
| 1971/72 | Desconocido            | Desconocido                   | Desconocido        | Desconocido | Desconocido | Desconocido | Desconocido |             |             |             |             |             |             |
| 1972/73 | ASC Roura              |                               |                    |             |             |             |             |             |             |             |             |             |             |
| 1973/74 | AS Club Colonial       |                               |                    |             |             |             |             |             |             |             |             |             |             |
| 1974/75 | AS Club Colonial       |                               |                    |             |             |             |             |             |             |             |             |             |             |
| 1975/76 | Olympique de Cayenne   | 2-1                           | ASC Le Geldar      |             |             |             |             |             |             |             |             |             |             |
| 1976/77 | Desconocido            | Desconocido                   | Desconocido        | Desconocido | Desconocido | Desconocido | Desconocido | Desconocido |             |             |             |             |             |
| 1977/78 | AS Club Colonial       |                               |                    |             |             |             |             |             |             |             |             |             |             |
| 1978/79 | ASC Le Geldar (Kourou) | 2-1                           | AJ Saint-Georges   |             |             |             |             |             |             |             |             |             |             |
| 1979/80 | AJ Saint-Georges       |                               |                    |             |             |             |             |             |             |             |             |             |             |
| 1980/81 | Desconocido            | Desconocido                   | Desconocido        | Desconocido | Desconocido | Desconocido | Desconocido | Desconocido | Desconocido |             |             |             |             |
| 1981/82 | AS Club Colonial       |                               |                    |             |             |             |             |             |             |             |             |             |             |
| 1982/83 | AJ Saint-Georges       |                               |                    |             |             |             |             |             |             |             |             |             |             |
| 1983/84 | AJ Saint-Georges       |                               |                    |             |             |             |             |             |             |             |             |             |             |
| 1984/85 | AJ Saint-Georges       |                               |                    |             |             |             |             |             |             |             |             |             |             |
| 1985-89 | Desconocido            | Desconocido                   | Desconocido        | Desconocido | Desconocido | Desconocido | Desconocido | Desconocido | Desconocido | Desconocido |             |             |             |
| 1989/90 | AJ Saint-Georges       |                               |                    |             |             |             |             |             |             |             |             |             |             |
| 1990/91 | Desconocido            | Desconocido                   | Desconocido        | Desconocido | Desconocido | Desconocido | Desconocido | Desconocido | Desconocido | Desconocido | Desconocido |             |             |
| 1991/92 | ASJ Mana               |                               |                    |             |             |             |             |             |             |             |             |             |             |
| 1992/93 | AS Club Colonial       |                               |                    |             |             |             |             |             |             |             |             |             |             |
| 1993/94 | AS Club Colonial       |                               |                    |             |             |             |             |             |             |             |             |             |             |
| 1994/95 | Desconocido            | Desconocido                   | Desconocido        | Desconocido | Desconocido | Desconocido | Desconocido | Desconocido | Desconocido | Desconocido | Desconocido | Desconocido |             |
| 1995/96 | US Sinnamary           |                               |                    |             |             |             |             |             |             |             |             |             |             |
| 1996/97 | AS Club Colonial       |                               |                    |             |             |             |             |             |             |             |             |             |             |
| 1997/98 | US Sinnamary           |                               | AJ Saint-Georges   |             |             |             |             |             |             |             |             |             |             |
| 1998/99 | EF Iracoubo            |                               | US Sinnamary       |             |             |             |             |             |             |             |             |             |             |
| 1999/00 | AJ Saint-Georges       |                               |                    |             |             |             |             |             |             |             |             |             |             |
| 2000/01 | AJ Saint-Georges       |                               | US Macouria        |             |             |             |             |             |             |             |             |             |             |
| 2001/02 | US Sinnamary           |                               |                    |             |             |             |             |             |             |             |             |             |             |
| 2002/03 | AJ Saint-Georges       |                               |                    |             |             |             |             |             |             |             |             |             |             |
| 2003/04 | AJ Saint-Georges       | 4-2 (t.e.)                    | AS Club Colonial   |             |             |             |             |             |             |             |             |             |             |
| 2004/05 | US Matoury             | 5-1                           | Cosma Foot         |             |             |             |             |             |             |             |             |             |             |
| 2005/06 | US Macouria            | 2-1                           | Cosma Foot         |             |             |             |             |             |             |             |             |             |             |
| 2006/07 | ASC Le Geldar          | 3-1 (t.e.)                    | US Matoury         |             |             |             |             |             |             |             |             |             |             |
| 2007/08 | CSCC                   | 4-2                           | AS Oyapock         |             |             |             |             |             |             |             |             |             |             |
| 2008/09 | ASC Le Geldar          | 3-2                           | US Macouria        |             |             |             |             |             |             |             |             |             |             |
| 2009/10 | ASC Le Geldar          | 2-0                           | US Matoury         |             |             |             |             |             |             |             |             |             |             |
| 2010/11 | US Matoury             | 3-2                           | AJ Saint-Georges   |             |             |             |             |             |             |             |             |             |             |
| 2011/12 | US Matoury             | 1-0                           | ASC Le Geldar      |             |             |             |             |             |             |             |             |             |             |
| 2012/13 | US Matoury             | 2-2 (Matoury ganó en penales) | ASC Le Geldar      |             |             |             |             |             |             |             |             |             |             |
| 2013/14 | ASC Le Geldar          | 7-1                           | ASC Rémire         |             |             |             |             |             |             |             |             |             |             |
| 2014/15 | US Matoury             | 2-2 (5-4 pen.)                | ASC Le Geldar      |             |             |             |             |             |             |             |             |             |             |
| 2015/16 | US Matoury             | 4-3                           | AS Etoile Matoury  |             |             |             |             |             |             |             |             |             |             |
| 2016/17 | No finalizó            | No finalizó                   | No finalizó        | No finalizó | No finalizó | No finalizó | No finalizó | No finalizó | No finalizó | No finalizó | No finalizó | No finalizó | No finalizó |
| 2017/18 | AS Etoile Matoury      | 3-2 (t.e.)                    | ASC Rémire         |             |             |             |             |             |             |             |             |             |             |
| 2018/19 | AS Etoile Matoury      | 1-0                           | ASC Agouado        |             |             |             |             |             |             |             |             |             |             |